# Google Hangouts
Google Hangouts was een platformonafhankelijke berichtendienst ontwikkeld door Google. De berichtendienst werd gestopt in november 2022, na de introductie van Google Chat.
Hangouts was oorspronkelijk een functie van Google+. Toen de berichtendienst een standalone-product werd in 2013, begon Google ook met het integreren van functies van Google+ Messenger en Google Talk in Hangouts. Google is ook begonnen met het integreren van functies van Google Voice, het product voor internettelefonie, in Hangouts en stelt dat Hangouts is ontworpen als "de toekomst" van Voice.
In 2017 begon Google met de ontwikkeling van twee afzonderlijke communicatieproducten voor ondernemingen: Google Meet en Google Chat, als onderdeel van Google Workspace.

## Geschiedenis
In 2006 integreerde Google Talk in Gmail om een berichtenservice te kunnen voorzien. Met de lancering van het sociale netwerk Google+ kwam er echter een nieuwe berichtenservice bij, Google+ Messenger. Tegelijkertijd werd Hangouts aangekondigd, een videochatdienst die ook geïntegreerd werd in Google+.
Deze verschillende services zorgden echter voor een fragmentatie die gebruikers niet gewend waren van Google. Daarnaast liep het bedrijf een behoorlijke achterstand op met instant messaging (IM) via mobiele toestellen. In 2011 is Google daarom begonnen met het schrijven van een IM-applicatie, die “Babel” zou gaan heten. Op de I/O-conferentie werd het platform echter gepresenteerd als Hangouts.

## Einde van Hangouts
Op 15 oktober 2022 maakte google in een blogpost bekend dat Hangouts gebuikers vanaf de eerste helft van 2021 konden migreren naar Google chat. Daarna kondigde Google op 27 juni 2022 bekend dat in november van dat zelfde jaar de migratie van Hangouts naar Google chat te einde zou komen. Op 1 november 2022 stopte de dienst.

## Functies
- Tekstchat: realtime text-messaging, waar IM ooit voor ontwikkeld was.
- Groepchat: chatten in groepsverband.
- Videochat: chatten met webcam, mogelijkheid tot delen van het scherm.
- Videogroepchat: chatten met maximaal 10 verschillende personen in groepsverband (Gmail, G Suite Basic) of maximaal 25 (Business, Education).[4]
- Bestanden en afbeeldingen delen: bestanden kunnen gedeeld worden, foto’s kunnen rechtstreeks gemaakt worden via webcam.
- Locatie delen: een locatie via Google Maps delen.
- Spraak: enkele functies al beschikbaar.[5]
- Sms: beschikbaar op Android 4.X en 5.X-apparaten, standaard sms-app in Android 4.4 KitKat en hoger.

## Technologie
- Protocol: WebRTC is een protocol om voor multimedia-applicaties op het web, die geen plug-ins of downloads vereisen, over meerdere browsers en platformen. In 2011 werd WebRTC open source gesteld door Google.
- Codec: VP9 is een videocompressieformaat dat ontwikkeld werd door Google als opvolger van de VP8-codec. Google maakt deel uit van het WebM Project, dat een VP9-codec gebruikt als videoformaat voor HTML5-applicaties. Het project wordt ook ondersteund door Mozilla, Opera en tientallen kleinere spelers. Android biedt sinds versie 2.3 ondersteuning voor WebM.